# Karolinci
Karolinci, maleni mikronezijski narod na karolinskim i sjevernomarijanskim otocima, većina na otocima Saipan, Anatahan i Agrihan, s populacijom preko 8,000 ljudi. od čega oko 2.500 u Mikroneziji. Govore karolinskim jezikom kojega oni nazivaju refaluwasch. a pripada tručkoj podskupini mikronezijskih jezika. Ribolov im je glavno zanimanje, a uz to bave se i uzgojem goveda, koza, svinja i povrća. Društvo je matrifokalno, vjera (danas) rimokatolička.